# Маја Вукићевић
Маја Вукићевић (Титоград) је црногорска политичарка и правница, министарка саобраћаја у Влади Црне Горе, чланица Председништва и потпредседница Демократске народне партије Црне Горе, потпредседница Парламентарне скупштине Савета Европе и бивша посланица Скупштине Црне Горе.
За потпредседницу Парламентарне скупштине Савета Европе је изабрана на седници 24. јануара 2022. године.
За министарку саобраћаја у Влади Црне Горе изабрана је 23. јула 2024. године.